# Betty Compson

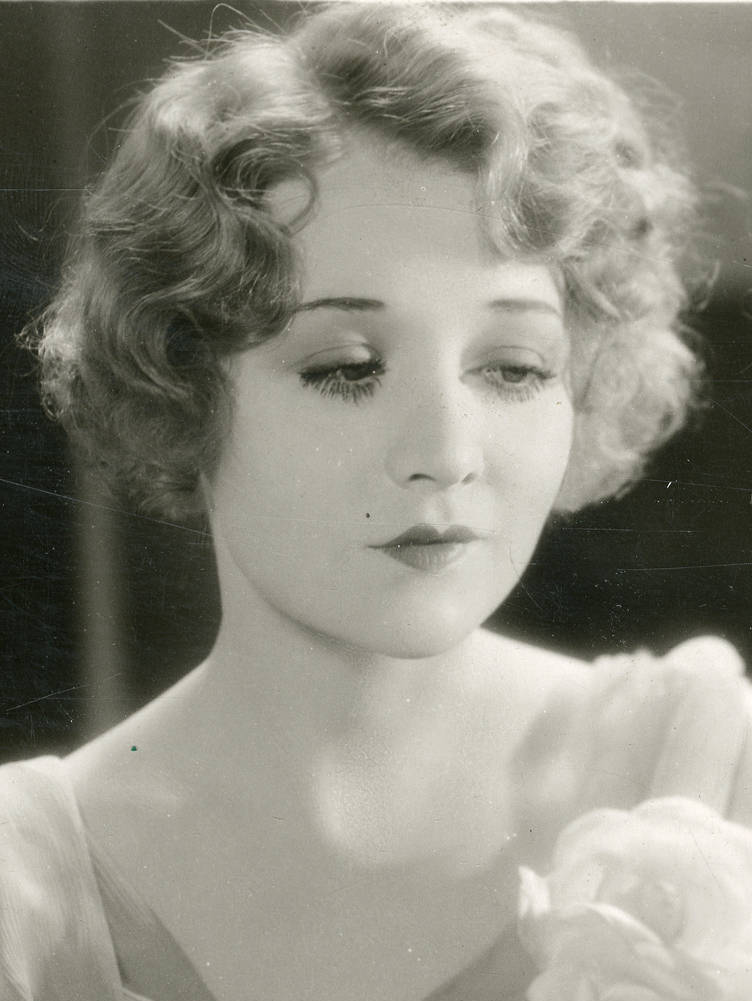
Betty Compson (1929)

Betty Compson (bürgerlich: Eleanor Luicime Compson; * 19. März 1897 in Beaver, Utah; † 18. April 1974 in Glendale, Kalifornien) war eine US-amerikanische Filmschauspielerin der Stummfilm- und frühen Tonfilmzeit.

## Karriere
Compson war die Tochter eines Bergwerkingenieurs und begann schon früh eine Karriere im Theater und Vaudeville, wo sie als The Vagabond Violinist Erfolge hatte. Ihre Filmkarriere startete 1915 und sie spielte zahlreiche Rollen, ehe sie 1919 mit The Miracle Man neben Lon Chaney zum Star wurde. 1923 wirkte sie in Weib gegen Weib, für den Alfred Hitchcock das Drehbuch verfasste, mit. In den Folgejahren war die Schauspielerin ausschließlich als Leading Lady in B-Movies zu sehen u. a. im Film Die Geheimagentin von Paris.
Erst ihre Rolle in Josef von Sternbergs Die Docks von New York brachte Compson wieder bessere Rollen. Im selben Jahr wirkte sie erneut neben Chaney in The Big City mit. 
Der Tonfilm verhalf ihr zu einem erneuten Karriereschub und für Rummelplatz der Liebe von George Fitzmaurice wurde sie auf der Oscarverleihung 1930 (April) für einen Oscar als beste Darstellerin nominiert. Unter der Regie ihres damaligen Ehemannes James Cruze spielte Compson 1929 neben Erich von Stroheim die weibliche Hauptrolle in Der große Gabbo. Nachdem der Versuch gescheitert war, bei RKO einen dauerhaften Vertrag zu bekommen, sank die Popularität der Schauspielerin und sie fand sich erneut auf den Status einer Nebendarstellerin reduziert. Während des Castings zu Vom Winde verweht wurden Probeaufnahmen von Compson für die Rolle der Prostituierten Belle Watling gemacht, jedoch verlor sie die Rolle am Ende an Ona Munson.
Nach 1948 zog sie sich völlig aus dem Filmgeschäft zurück und betrieb mit ihrem zweiten Ehemann eine Firma namens Ashtrays Unlimited.

## Filmografie (Auswahl)
- 1919: The Miracle Man
- 1921: Prisionors of Love
- 1922: The Little Minister
- 1923: Weib gegen Weib (Woman to Woman)
- 1924: The White Shadow
- 1925: Das verschwundene Brillantencollier (Paths to Paradise)
- 1928: The Big City
- 1928: Die Docks von New York (The Docks Of New York)
- 1928: Rummelplatz der Liebe (The Barker)
- 1928: Freibeuter der Südsee (Scarlet Seas)
- 1929: Street Girl
- 1929: Der große Gabbo (The Great Gabbo)
- 1930: Sergeant Grischa (The Case of Sergeant Grischa)
- 1931: The Lady Refuses
- 1933: Destination Unknown
- 1940: Die wunderbare Rettung (Strange Cargo)
- 1941: Mr. und Mrs. Smith (Mr. & Mrs. Smith)